# Chökyi Gocha
Chökyi Gocha (1542-1585) was een Tibetaans tulku. Hij was de vierde tai situ, een van de invloedrijkste geestelijk leiders van de karma kagyütraditie in het Tibetaans boeddhisme en van de kagyütraditie in het algemeen.
Mitruk Chokyi Gocha werd geboren in Zurmang Tsigyu in 1542. De achtste karmapa, Mikyo Dorje (1507-1554) herkende hem als de reïncarnatie van de derde tai situ, Tashi Päljor (1498-1541) en maakte hem troonhouder van het Karma Gompaklooster, de oorspronkelijke zetel van de Tai Situ incarnatielijn.

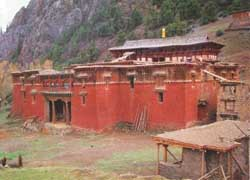
Karma Gompa klooster

Hij ontving onderwijs in soetra en tantra van zeven leermeesters, daaronder de 8e karmapa zelf. Gocha renoveerde het Yermocheklooster. Hij speelde een belangrijke rol bij het herkennen van de 9e karmapa, Wangchuk Dorje (1556-1603). De latere jaren van zijn leven bracht hij in retraite door.
Het jaar van zijn overlijden is niet bekend. Sommige bronnen geven 1585, wat niet mogelijk is als de vijfde tai situ werd geboren in 1562. Het is waarschijnlijker dat hij omstreeks 1560 overleed.